# 京極高義

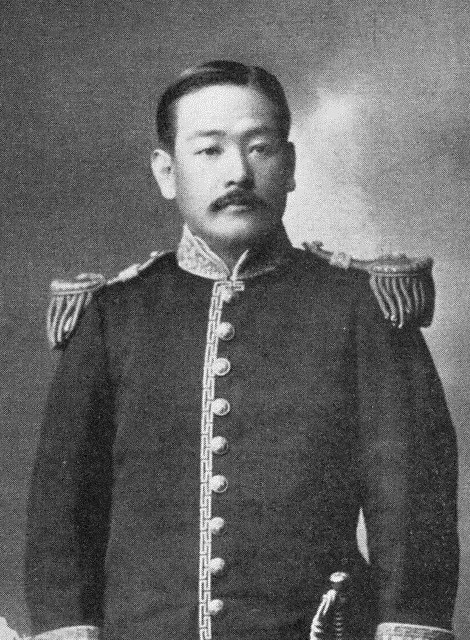
京極高義

京極 高義（きょうごく たかよし、1874年（明治7年）12月19日 - 1923年（大正12年）9月1日）は、明治から大正期の政治家、華族。貴族院子爵議員。

## 経歴
旧但馬豊岡藩主・京極高厚の二男として生まれる。父の死去に伴い家督を継承し、1906年（明治39年）1月23日、子爵を襲爵した。
学習院を修了した。1915年（大正4年）11月22日、貴族院子爵議員補欠選挙で当選し、研究会に所属して活動し、死去するまで2期在任した。
東京市本所区本所亀沢町二丁目の元旗本屋敷の自宅で関東大震災に遭遇し、向いの陸軍被服廠跡地に避難しようとしたが、長男の高光とその姉の智子を除き、一家共々落命した。

## 親族
- 母:登喜（とき、小林文次郎長女、1852年 - 1923年）[1][3]
- 先妻：艶子（つやこ、内藤政挙女）[1]
- 後妻：鉚（りゅう、柳沢光邦二女、1883年 - 1923年）[1]
- 長女：智子（太秦康光夫人）[1]
- 長男：高光（杞陽、貴族院子爵議員）[1]
- 二女:孝子（1910年 - 1923年）[1][3][8]
- 三女:妙子（1912年 - 1923年）[1][3][8]
- 二男:高成（1915年 - 1923年）[1][8]
- 三男:高弘（1918年 - 1923年）[1][8]